# Uniophora nuda
Uniophora nuda är en sjöstjärneart som först beskrevs av Perrier 1875.  Uniophora nuda ingår i släktet Uniophora och familjen trollsjöstjärnor. Inga underarter finns listade i Catalogue of Life.